# قائمة مقاطعات فرجينيا
هذه قائمة بمقاطعات ولاية فيرجينيا الأمريكية:
- مقاطعة وايز
- مقاطعة آيل أوف وايت
- مقاطعة أبوماتوكس
- مقاطعة أكوماك
- مقاطعة ألبمارل
- مقاطعة أليغاني
- مقاطعة أمهيرست
- مقاطعة أميليا
- مقاطعة أورانج
- مقاطعة أوغوستا
- مقاطعة إيسكس
- مقاطعة أرلنغتون
- مقاطعة باتريك
- مقاطعة باث
- مقاطعة باوهاتن
- مقاطعة برونزويك
- مقاطعة برينس إدورد
- مقاطعة برينس جورج
- مقاطعة برينس ويليام
- مقاطعة بلاند
- مقاطعة بوتيتورت
- مقاطعة بوكانان
- مقاطعة بوكنغهام
- مقاطعة بولاسكي
- مقاطعة بيتيسيلفانيا
- مقاطعة بيج
- مقاطعة بيدفورد
- مقاطعة تازويل
- مقاطعة تشارلز سيتي
- مقاطعة تشيسترفيلد
- مقاطعة جايلز
- مقاطعة جيمس سيتي
- مقاطعة ديكينسون
- مقاطعة دينويدي
- مقاطعة راباهانوك
- مقاطعة روسيل
- مقاطعة روكبريج
- مقاطعة روكنغهام
- مقاطعة رونوك
- مقاطعة ريتشموند
- مقاطعة ساوثهامبتون
- مقاطعة سبوتسيلفانيا
- مقاطعة ستافورد
- مقاطعة سكوت
- مقاطعة سميث
- مقاطعة سوري
- مقاطعة سوسيكس
- مقاطعة شارلوت
- مقاطعة شيناندوا
- مقاطعة غرايسون
- مقاطعة غرين
- مقاطعة غرينزفيل
- مقاطعة غلوستر
- مقاطعة غووتشلاند
- مقاطعة فاوكواير
- مقاطعة فرانكلين
- مقاطعة فريدريك
- مقاطعة فلوفانان
- مقاطعة فلويد
- مقاطعة فيرفاكس
- مقاطعة كارول
- مقاطعة كارولاين
- مقاطعة كامبل
- مقاطعة كريغ
- مقاطعة كلارك
- مقاطعة كلبيبر
- مقاطعة كومبرلاند
- مقاطعة كينغ أند كوين
- مقاطعة كينغ جورج
- مقاطعة كينغ ويليام
- مقاطعة لانكستر
- مقاطعة لودون
- مقاطعة لونينبرغ
- مقاطعة لويزا
- مقاطعة لي
- مقاطعة ماثيوز
- مقاطعة ماديسون
- مقاطعة مونتغومري
- مقاطعة ميديلسكس
- مقاطعة ميكلينبرغ
- مقاطعة نوتوواي
- مقاطعة نورثهامبتون
- مقاطعة نورثومبرلاند
- مقاطعة نيلسون
- مقاطعة نيوكينت
- مقاطعة هاليفاكس
- مقاطعة هانوفر
- مقاطعة هايلاند
- مقاطعة هنري
- مقاطعة هنريكو
- مقاطعة وارين
- مقاطعة واشنغطون
- مقاطعة وايذ
- مقاطعة وايز
- مقاطعة ويستمورلاند
- مقاطعة يورك